# Hề Dung Châm
Hề Dung Châm (tiếng Trung: 奚容箴; bính âm: Xi Rongzhen), hay Hề Điểm (tiếng Trung: 奚蒧), Hề Châm (奚箴), tự Tử Tích (子祺) hay Tử Giai (子偕), tôn xưng Hề Tử (奚子) người nước Lỗ thời Xuân thu, là một trong thất thập nhị hiền của Nho giáo.

## Cuộc đời
Cuộc đời của Hề Dung Châm không được ghi chép lại. Năm 72, thời Hán Minh Đế, Hề Dung Châm được phối thờ trong Khổng miếu.